# Ченцов Іван Дмитрович
Іва́н Дми́трович Ченцо́в (15 червня 1885, хутір Недвигівка області Війська Донського, тепер М'ясниковського району Ростовської області, Російська Федерація — 7 липня 1937, в'язниця міста Ростова-на-Дону, тепер Російська Федерація) — радянський діяч, революціонер. Член Центральної контрольної комісії РКП(б) у 1922—1925 роках, член Партійної колегії Центральної контрольної комісії РКП(б) з квітня 1923 по травень 1924 року. Член ВЦВК.

## Життєпис
Народився у червні 1885 року на хуторі Недвигівка області Війська Донського. Незабаром родина Ченцових переїхала до Ростова-на-Дону, де Іван з 1896 року почав працювати слюсарем металічних майстерень та заводу.
З осені 1902 року брав участь у революційній діяльності, розповсюджував нелегальні листівки. Член РСДРП(б) з 1904 року. 
Вів більшовицьку агітацію серед робітників, був головою Спілки металістів. Під час Грудневого збройного повстання 1905 року в Ростові-на-Дону Ченцов був керівником бойової дружини Донського комітету РСДРП, що складалася з робітників, брав участь у захопленні вокзалу та роззброєнні жандармів.
За революційну діяльність у 1905—1906 роках був притягнутий до судової відповідальності. 16 травня 1906 року заарештований і перебував у ростовській в'язниці. 20 грудня 1907 року засуджений до чотирьох років тюремного ув'язнення, утримувався в Новочеркаській в'язниці до 20 грудня 1911 року. 
Вийшовши на волі, знову встановив зв'язки з більшовиками та брав участь у роботі Ростово-Нахічеванської більшовицької організації, продовжував роботу у Спілці металістів.
Після Лютневої революції 1917 року обраний до Ростовської ради робітничих і солдатських депутатів, був членом виконавчого комітету ради, працював у Ростово-Нахічеванському комітеті РСДРП(б). Влітку 1917 року брав участь у створенні робітничих дружин, зокрема створив першу робітничу дружину на чавуноливарному заводі. Івана Ченцова призначили начальником створеного більшовиками Центрального штабу Червоної гвардії міста Ростова та членом обласного військово-революційного комітету. Був учасником Жовтневого перевороту 1917 року в Ростові-на-Дону.
У 1917—1918 роках — член Донського обласного військово-революційного комітету, комісар в управлінні військового начальника. Під час громадянської війни в Росії входив до складу колегії, виділеної Донським комітетом РКП(б) для керівництва підпільною роботою у тилу білогвардійців.
Довгий час перебував на партійній та радянській роботі в Харкові, Батумі, Курську та Орлі. Був членом правління «Сільмашбуду» та начальником будівництва «Ростсільмашу» в Ростові-на-Дону.
У 1930-х роках — член Північно-Кавказького крайового комітету ВКП(б), Ростовського міського комітету ВКП(б) та Нахічеванського районного комітету партії, депутат крайової та міської рад депутатів трудящих. Був делегатом VIII та IX Всеросійських з'їздів Рад, де був обраний до складу ВЦВК.
До 1934 року працював керуючим енергетичного управління на Північному Кавказі («Півнкавенерго»). З 1934 по травень 1937 року очолював енергетичне управління Азово-Чорноморського краю («Азчоренерго»).
17 травня 1937 року заарештований органами НКВС та виключений із партії. 7 липня 1937 року помер (або покінчив самогубством) у в'язниці міста Ростова-на-Дону, місце його поховання невідоме.
Посмертно реабілітований 17 квітня 1956 року. Тоді ж військовий прокурор Північно-Кавказького військового округу справу за звинуваченням Ченцова припинив «за відсутністю складу злочину».

## Нагороди
- орден Червоного Прапора (7.07.1935)